# Syd Howe
Sydney Harris Howe, född 18 september 1911 i Ottawa, Ontario, död 20 maj 1976 i Ottawa, var en kanadensisk professionell ishockeyspelare.

## Karriär
Syd Howe spelade i NHL åren 1929–1946 för Ottawa Senators, Philadelphia Quakers, Toronto Maple Leafs, St. Louis Eagles och Detroit Red Wings.
Med Red Wings vann Howe tre Stanley Cup åren 1936, 1937 och 1943. 1965 valdes han in i Hockey Hall of Fame.
Trots samma efternamn delade Syd Howe inget släktskap med Gordie Howe som debuterade i Red Wings-tröjan säsongen efter det att Syd Howe lämnat klubben.

## Statistik
QSHL = Quebec Senior Hockey League
| 1929–30    | Ottawa Senators       | NHL        | 14  | 1   | 1   | 2   | 0   | 2  | 0  | 0  | 0  | 0  |
| 1930–31    | Philadelphia Quakers  | NHL        | 44  | 9   | 11  | 20  | 20  | —  | —  | —  | —  | —  |
| 1931–32    | Toronto Maple Leafs   | NHL        | 3   | 0   | 0   | 0   | 0   | —  | —  | —  | —  | —  |
| 1931–32    | Syracuse Stars        | IHL        | 45  | 9   | 12  | 21  | 44  | —  | —  | —  | —  | —  |
| 1932–33    | Ottawa Senators       | NHL        | 48  | 12  | 12  | 24  | 17  | —  | —  | —  | —  | —  |
| 1933–34    | Ottawa Senators       | NHL        | 41  | 13  | 7   | 20  | 18  | —  | —  | —  | —  | —  |
| 1934–35    | St. Louis Eagles      | NHL        | 36  | 14  | 13  | 27  | 23  | —  | —  | —  | —  | —  |
| 1934–35    | Detroit Red Wings     | NHL        | 14  | 8   | 12  | 20  | 11  | —  | —  | —  | —  | —  |
| 1935–36    | Detroit Red Wings     | NHL        | 48  | 16  | 14  | 30  | 26  | 7  | 3  | 3  | 6  | 2  |
| 1936–37    | Detroit Red Wings     | NHL        | 42  | 17  | 10  | 27  | 10  | 10 | 2  | 5  | 7  | 0  |
| 1937–38    | Detroit Red Wings     | NHL        | 47  | 8   | 19  | 27  | 14  | —  | —  | —  | —  | —  |
| 1938–39    | Detroit Red Wings     | NHL        | 48  | 16  | 20  | 36  | 11  | 6  | 3  | 1  | 4  | 4  |
| 1939–40    | Detroit Red Wings     | NHL        | 48  | 14  | 23  | 37  | 17  | 5  | 2  | 2  | 4  | 2  |
| 1940–41    | Detroit Red Wings     | NHL        | 48  | 20  | 24  | 44  | 8   | 9  | 1  | 7  | 8  | 0  |
| 1941–42    | Detroit Red Wings     | NHL        | 48  | 16  | 19  | 35  | 6   | 12 | 3  | 5  | 8  | 0  |
| 1942–43    | Detroit Red Wings     | NHL        | 50  | 20  | 35  | 55  | 10  | 7  | 1  | 2  | 3  | 0  |
| 1943–44    | Detroit Red Wings     | NHL        | 46  | 32  | 28  | 60  | 6   | 5  | 2  | 2  | 4  | 0  |
| 1944–45    | Detroit Red Wings     | NHL        | 46  | 17  | 36  | 53  | 6   | 7  | 0  | 0  | 0  | 2  |
| 1945–46    | Indianapolis Capitals | AHL        | 14  | 6   | 11  | 17  | 0   | —  | —  | —  | —  | —  |
| 1945–46    | Detroit Red Wings     | NHL        | 26  | 4   | 7   | 11  | 9   | —  | —  | —  | —  | —  |
| 1946–47    | Ottawa Senators       | QSHL       | 24  | 19  | 21  | 40  | 4   | 11 | 2  | 1  | 3  | 0  |
| NHL totalt | NHL totalt            | NHL totalt | 697 | 237 | 291 | 528 | 212 | 70 | 17 | 27 | 44 | 10 |

## Meriter
- NHL Second All-Star Team – 1944–45
- Stanley Cup – 1935–36, 1936–37 och 1942–43